# Antonio Cassi Ramelli

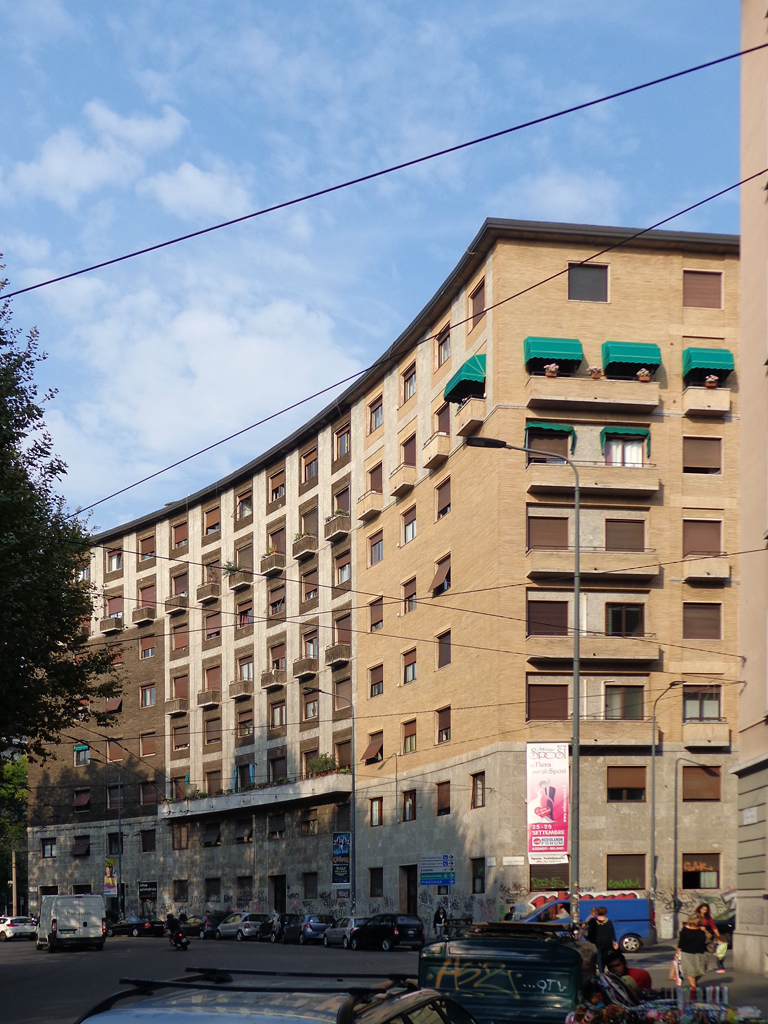
Edificio per appartamenti in piazzale Piola a Milano, 1940-1941

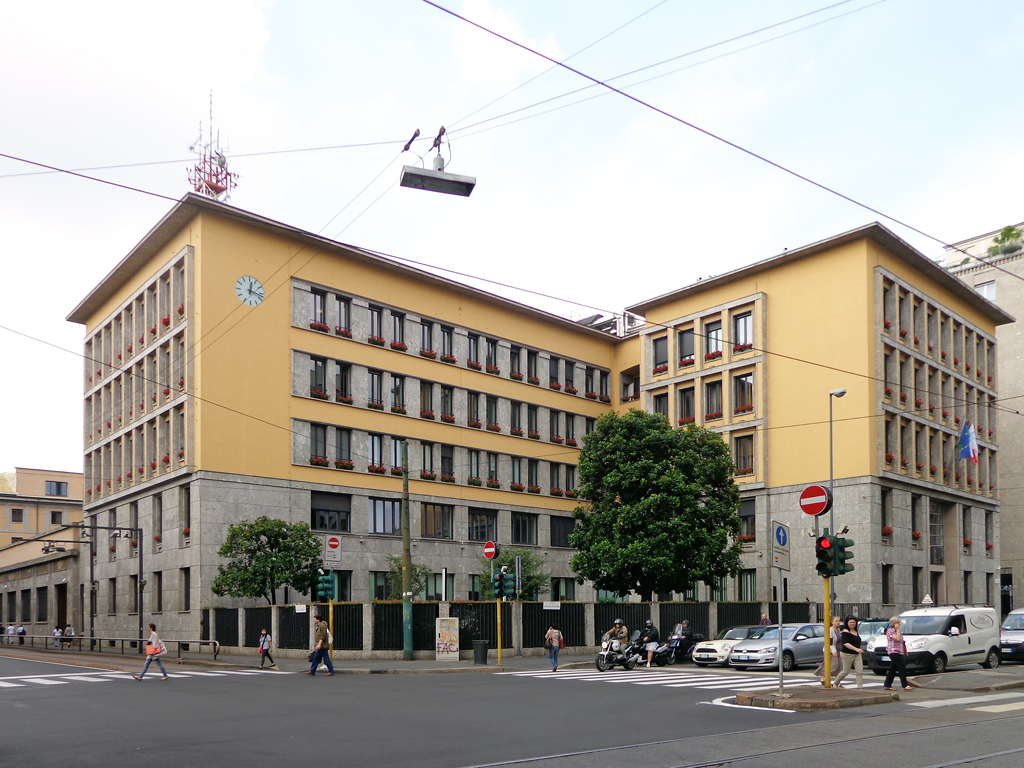
Sede direzionale AEM a Milano, 1947-1948

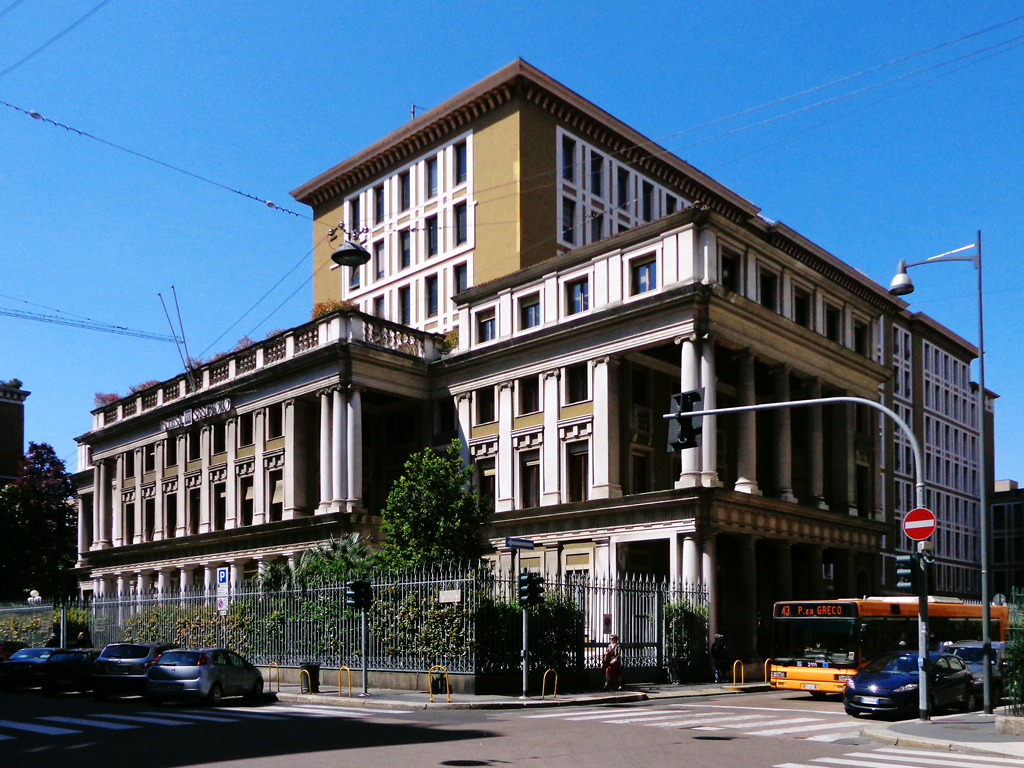
Sede direzionale Snia Viscosa a Milano, 1960-1968

Antonio Cassi Ramelli (Milano, 12 aprile 1905 – Capiago Intimiano, 23 agosto 1980) è stato un architetto italiano.

## Biografia
Antonio Cassi nasce a Milano il 12 aprile 1905 da Paolo Cassi ed Erminia Ramelli. Più tardi adotta anche il cognome materno per distinguersi da un architetto omonimo. Si iscrive al Politecnico di Milano nel 1922. Contemporaneamente si dedica alla scherma con buoni risultati. Nel 1926 si diploma professore di disegno architettonico all'Accademia di Brera; inizia nello stesso anno a svolgere la sua attività nel campo dell'architettura con i colleghi Giuseppe Biella e Paolo Buffa. Nel 1927 si laurea in architettura e, l'anno seguente, consegue a Roma l'abilitazione alla professione.
Inizia quindi l'attività di pubblicista, che continuerà per tutta la vita: collabora con La casa bella, L'illuminazione razionale, Rassegna di architettura. Inizia ad affermarsi come architetto nei primi anni trenta. Diviene membro della commissione edilizia del comune di Milano. L'editore Hoepli pubblica Architetture luminose e apparecchi di illuminazione scritto insieme a Giovanni Canesi nel 1934. Nel 1936 riceve la medaglia d'oro per l'arredamento alla Triennale di Milano. Nel 1937 viene assunto come professore al Politecnico di Milano. Nel 1938 il comune di Milano lo incarica della ricostruzione del Teatro Lirico, andato distrutto a seguito di un incendio. Prosegue intanto nella professione con vari progetti di edifici residenziali, ville e negozi. Nel 1939 svolge l'attività di libero docente di Caratteri distributivi degli edifici (nel 1944 sarà riconfermato con una relazione di Piero Portaluppi sul suo operato come docente). Si sposa nello stesso anno.
Richiamato alle armi nel 1941, si ammala e viene per questo mandato in congedo. I bombardamenti su Milano gli distruggono la casa e lo studio. Nel 1945 inizia la pubblicazione di Documenti di architettura e l'anno successivo pubblica insieme a Vallardi Edifici per il culto. Già esponente di spicco della cultura architettonica milanese prima della guerra, riprende un'intensa attività di progettazione divenendo presto un protagonista anche del boom economico cittadino. Il suo linguaggio creativo si ispira a una sorta di "modernità moderata" ricca di contaminazioni ma che non disdegna di recuperare i valori del classicismo. Accanto ai progetti e alle realizzazioni edilizie, si dedica anche al design di mobili e all'allestimento di interni, alla pittura, all'attività di critico e studioso ed entra nel Consiglio degli architetti.
Dopo palazzo Perego, la sede dell'AEM, i punti vendita dell'Alemagna e alcuni saloni dell'Andrea Doria, negli anni cinquanta lavora per l'Alfa Romeo. Nel 1954 vince il concorso per la cattedra di professore straordinario di Caratteri distributivi. Dal 1953 al 1956, lavorando all'interno della commissione edilizia del comune di Milano, si occupa della sistemazione di corso Vittorio Emanuele e di piazza Fontana, della fontana di piazza Castello, della ricostruzione della Galleria Vittorio Emanuele II. Dal 1957 al 1965 è consigliere della Fabbrica del Duomo e si occupa dei restauri delle vetrate, delle volte e del rinforzo della guglia maggiore; segue inoltre la realizzazione della quinta porta, opera dello scultore Minguzzi. Nel 1958 ricopre la cattedra di Composizione architettonica e pubblica con Vallardi Logica e realtà degli edifici. Nel 1959 pubblica il Sillabario di architettura con l'editore Tamburini; nello stesso anno viene incaricato del corso di Restauro architettonico dei monumenti. Nel 1961 è incaricato di Elementi di composizione e partecipa alla progettazione della nuova sede di via Bonardi della Facoltà di Architettura del Politecnico. È anche impegnato nei progetti del cimitero di Bruzzano e dell'ampliamento della sede di Milano delle Assicurazioni Generali.
Il 1963 lo vede candidato preside alla Facoltà, ma la sede universitaria è occupata dagli studenti che contestano l'ordinamento "accademico" e in particolare gli rimproverano il progetto troppo "conservatore" della Snia Viscosa. Nel gennaio del 1964 pubblica "Dalle caverne ai rifugi blindati. Trenta secoli di storia della architettura militare". Un mese dopo, amareggiato dalle polemiche e dal clima, matura la decisione di dimettersi dagli incarichi universitari. Continua, invece, la sua intensa attività professionale, di saggista e conferenziere, fino alla morte per infarto, avvenuta il 23 agosto 1980 nella sua casa di Capiago Intimiano.
In occasione del centenario della nascita, il Comune di Milano, nel settembre 2005, gli ha dedicato la mostra L'eclettismo della ragione, che ripercorre e documenta la sua intera opera di architetto.